# Bluenote Café
Albums de Neil Young
The Monsanto Years
(2015) Earth
(2016)
Bluenote Café est un album en public de Neil Young enregistré en 1987-1988 et sorti en 2015.

## Titres
Disc 1
1. Welcome to the Big Room (Mountain View Theater, Mountain View (Californie) - 11/7/87) - 7:31
2. Don't Take Your Love Away From Me (The Fillmore, San Francisco, Californie - 11/12/87) - 9:30
3. This Note's for You (The Palace, Hollywood, CA - 4/13/88) - 5:24
4. Ten Men Workin' (The World, New York, New York - 4/18/88) - 8:27
5. Life in the City (The World, New York City, New York - 4/18/88) - 3:55
6. Hello Lonely Woman (The World, New York City, New York - 4/18/88) - 4:46
7. Soul of a Woman (The World, New York City, New York - 4/18/88) - 5:57
8. Married Man (The World, New York City, New York - 4/21/88) - 3:07
9. Bad News Comes to Town (Agora Ballroom, Cleveland, Ohio - 4/23/88) - 8:00
10. Ain't It the Truth (Agora Ballroom, Cleveland, Ohio - 4/23/88) - 7:30
11. One Thing (Agora Ballroom, Cleveland, Ohio - 4/23/88) - 6:41
12. Twilight (Agora Ballroom, Cleveland, Ohio - 4/23/88) - 8:03

Disc 2
1. I'm Goin' (CNE, Toronto, Ontario, Canada - 8/18/88) - 5:35
2. Ordinary People (Lake Compounce, Bristol, Connecticut - 8/23/88) - 12:50
3. Crime in the City (Jones Beach, Wantagh, New York - 8/27/88) - 7:22
4. Crime of the Heart (Pier 84, New York City, New York - 8/30/88) - 5:36
5. Welcome Rap (Pier 84, New York City, New York - 8/30/88) - 0:36
6. Doghouse (Pier 84, New York City, New York - 8/30/88) - 4:08
7. Fool for Your Love (Pier 84, New York City, New York - 8/30/88) - 4:20
8. Encore Rap (Pier 84, New York City, New York - 8/30/88) - 0:25
9. On the Way Home (Poplar Creek Music Theatre, Hoffman Estates, Illinois - 8/16/88) - 3:01
10. Sunny Inside (Pier 84, New York City, New York - 8/30/88) - 3:44
11. Tonight's the Night (Pier 84, New York City, New York - 8/30/88) - 19:26

## Musiciens
- Neil Young – chant, guitare
- Rick Rosas (en) – guitare basse
- Chad Cromwell – batterie
- Frank Sampedro – claviers, guitare
- Steve Lawrence – lead saxophone ténor, claviers
- Ben Keith – saxophone alto
- Larry Cragg – saxophone baryton
- Claude Cailliet – trombone
- Tom Bray – trompette
- John Fumo (en) – trompette
- Billy Talbot – basse (disque 1: titres 1-2 )
- Ralph Molina - batterie (disque 1: titres 1-2)